# Ali Aguilar
Ali Aguilar (Roseville, 28 de agosto de 1995) é uma jogadora de softbol estadunidense, que joga na posição de interbases (shortstop).

## Carreira
Aguilar compôs o elenco da Seleção dos Estados Unidos de Softbol Feminino nos Jogos Olímpicos de Verão de 2020 em Tóquio, onde conquistou a medalha de prata após confronto contra a equipe japonesa na final da competição.